# Casc blau (pel·lícula)
Casc blau (títol original: Casque bleu) és una pel·lícula francesa dirigida per Gérard Jugnot, estrenada l'any 1994. Ha estat doblada al català.

## Argument
Viticultor en el Bordelais, Patrick ha desencadenat la ira de la seva dona, Alicia, una enòloga espanyola extremadament gelosa, fixant-se en una altra dona. Per fer-se perdonar, porta la seu intractable esposa a una illa de la Mediterrani, a prop dels Balcans, on van passar la seva lluna de mel. La guerra civil esclata mentre que les tórtores tot just han posat el peu a l'illa. En companyia d'uns altres francesos, entre els quals una secretària acomplexada, un jove reformat psiquiàtric en cerca de calma, un periodista esportiu i una parella de jubilats enganxats al seu gos, afrontaran situacions molt delicades…

## Repartiment
- Gérard Jugnot: Patrick
- Victoria Abril: Alicia
- Valérie Lemercier: Laurette
- Jean-Pierre Cassel: Nicolas
- Micheline Presle: Gisèle
- Claude Piéplu: Pierre
- Jean-Noël Brouté: Daniel
- Roland Marchisio: Freddy
- Hubert Sant-Macary: Gianni
- Chus Lampreave: La mare d'Alicia
- Marina Foïs: Julie
- Maurici Illouz: Aziz Momo